# Maciel Lima Barbosa da Cunha
Maciel Lima Barbosa da Cunha, meglio noto come Maciel (Caxias do Sul, 29 novembre 1978), è un ex calciatore brasiliano, di ruolo attaccante.

## Carriera

### Club
Ha giocato nella massima serie dei campionati portoghese, brasiliano e greco.

## Palmarès

### Club

#### Competizioni nazionali
- Campionato portoghese: 1

Porto: 2003-2004